# Lago de Coatepeque
Der Lago de Coatepeque („Schlangenhügel“) ist ein 24,5 km² großer Kratersee in El Salvador und wird zu den schönsten Naturseen Mittelamerikas gezählt.

## Geografie und Geologie
Der See liegt in einer Höhe von 746 Metern ü. d. M. etwa 17 Kilometer (Luftlinie) südlich der Stadt Santa Ana im gleichnamigen Departamento. Bis zur Hauptstadt San Salvador sind es ca. 50 Kilometer in südöstlicher Richtung. Die kegelförmige Insel Teopan (auch: Isla del Cerro) liegt am Südende des Sees.
Der Lago de Coatepeque ist vulkanischen Ursprungs; sein Alter wird auf etwa 50.000 bis 70.000 Jahre geschätzt. Die jüngsten vulkanischen Aktivitäten liegen rund 8000 bis 10.000 Jahre zurück; hierbei formten sich die Kegel kleinerer Seitenvulkane – vielleicht auch der der Insel Teopan.

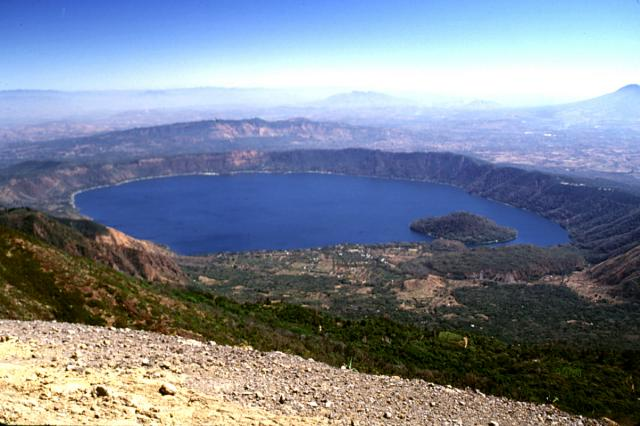
Lago de Coatepeque mit der Insel Teopan

Die Caldera des ehemaligen Vulkans mit ihren 80 Meter hohen Kraterwänden umfasst ein Gebiet von etwa 40,5 Quadratkilometern, wovon die Seeoberfläche etwas mehr als die Hälfte einnimmt. Der See hat weder Zuflüsse noch Abflüsse – er wird nur von Regenfällen (zwischen 1400 und 2000 Millimetern jährlich) gespeist; sein Oberflächenspiegel unterliegt wetterbedingten und jahreszeitlichen Schwankungen von maximal 1,50 Metern. Die Angaben über die Tiefe des Gewässers schwanken zwischen 80 und 130 Metern. Die Wassertemperaturen an der Seeoberfläche betragen ganzjährig etwa 24 °C; selbst in größeren Tiefen liegen sie noch bei ca. 22 °C.
In der Umgebung des Sees gibt es mehrere heiße Quellen.

## Wirtschaft
Drei Municipios grenzen an den See: Santa Ana, Izalco und El Kongo; insgesamt zwölf – mittels Fährboote erreichbare – Dörfer betreiben Fischfang. Die jährliche Fangmenge beträgt etwa 70.000 bis 80.000 Tonnen; noch gibt es keine Aquakulturen. In den 1990er Jahren wurde die afrikanische Buntbarschart Oreochromis niloticus ausgesetzt, die sich bei den warmen Wassertemperaturen gut entwickeln; ob sie die einheimischen Fischarten wie die Buntbarscharten Parachromis managuensis, Astatheros macracanthus und Amatitlania nigrofasciata u. a. verdrängen wird, bleibt abzuwarten. Für den Tourismus spielen der See und seine unverbaute, waldreiche Uferzone (noch) keine große Rolle, wenngleich die ersten kleineren Öko-Hotels und Lodges bereits entstanden sind.